# Efekt tequila
Efekt tequila – tym terminem określa się wpływ kryzysu walutowego w Meksyku na przełomie 1994 i 1995 r. (znanego jako kryzys tequila) na gospodarki innych krajów, zwłaszcza Ameryki Łacińskiej, a według niektórych ekonomistów, także kraje Azji Południowo-Wschodniej. Kryzys w Meksyku spowodowany nagłą dewaluacją peso sprawił, że inwestorzy zaczęli obawiać się destabilizacji waluty także w innych krajach regionu. Zaowocowało to wyprzedażą walut (szczególnie argentyńskiego peso i brazylijskiego reala) oraz szybkim spadkiem ich wartości.

## Efekt tequila w Argentynie
Argentyna i Meksyk nie miały ze sobą bliskich kontaktów handlowych. Kryzys przeniósł się, gdyż inwestorzy zagraniczni postrzegali Amerykę Łacińską jako jeden duży rynek. Dlatego już w kilka dni po dewaluacji meksykańskiego peso inwestorzy nabrali przekonania, że podobna sytuacja może powtórzyć się także w Argentynie. Zaczęto masowo wyprzedawać argentyńską walutę. Peso argentyńskie związane było z kursem dolara w stosunku 1:1. Aby utrzymać kurs waluty, bank centralny Argentyny zmuszony był pozbywać się rezerw dewizowych. Choć spadek rezerw w ujęciu procentowym nie był tak znaczący jak w Meksyku, wystarczył, aby zachwiać całą gospodarką kraju. Wycofano 15% depozytów, początkowo w peso, później także dolarowych. Banki argentyńskie zaczęły tracić płynność, część zaprzestała udzielania kredytów. Do końca 1995 r. 25% banków argentyńskich upadło. Bank centralny zdecydował się na podwyższenie stóp procentowych. W marcu 1995 r. stopa procentowa dla kredytów w peso wynosiła aż 33%, w dolarach – 22%. Wysokie stopy negatywnie wpłynęły na kondycję rynków kapitałowych. Indeks giełdowy spadł w okresie od 19 grudnia 1994 r. do 8 marca 1995 r. o połowę. W 1995 r. produkcja spadła o 4,5%, a inwestycje brutto o 16%. Kryzys został przezwyciężony dzięki finansowej pomocy Międzynarodowego Funduszu Walutowego (2,4 miliarda dolarów), Banku Światowego (1,3 miliarda dolarów), Międzyamerykańskiego Banku Rozwoju (1,5 miliarda dolarów) oraz prywatnych pożyczkodawców (1 miliard dolarów). Rząd wprowadził również plan stabilizacyjny, który zakładał m.in. podwyższenie podatku VAT z 18% do 21%, wprowadzenie 3% podatku od importu, zaprzestanie dofinansowania eksportu i liczne cięcia budżetowe. Program ten wraz z pomocą zagraniczną przyniósł oczekiwane efekty. Skutki kryzysu zostały złagodzone i tylko w niewielkim stopniu przeniosły się na kolejne lata.

## Efekt tequila w Brazylii
Brazylia odczuła skutki meksykańskiego kryzysu mniej boleśnie niż Argentyna. Rząd brazylijski tuż przed kryzysem tequila rozpoczął wdrażanie planu stabilizacyjnego, którego głównym punktem było wprowadzenie nowej waluty – reala brazylijskiego w miejsce cruzeiro reala. Podobnie jak w Argentynie kryzys najbardziej zaszkodził sektorowi bankowemu. W przeciwieństwie jednak do swoich południowych sąsiadów rząd Brazylii nie zdecydował się na dofinansowanie systemu bankowego pieniędzmi z budżetu państwa. Duża część banków ogłosiła upadłość, a trzy z dziesięciu największych brazylijskich banków zostały przejęte przez duże banki zagraniczne. Podobnie jak w Argentynie podniosły się stopy procentowe. Nie spowodowało to jednak gospodarczego zastoju. Wyjaśnia się to czasem częstym występowaniem stanów niestabilności w gospodarce Brazylii w historii i uodpornieniem się rynków na braki równowagi.

## Efekt tequila w innych krajach Ameryki Łacińskiej
Pozostałe kraje regionu nie odczuły w tak wyraźny sposób konsekwencji kryzysu tequila. W Kolumbii, jednym z najbardziej stabilnych gospodarczo w tamtym okresie państw Ameryki Łacińskiej, prowadzącym liberalną politykę handlową, posiadającym giełdę papierów wartościowych o uznanej renomie, zanotowano jedynie wyższą od przeciętnej stopę inflacji. Wzrost gospodarczy nie uległ załamaniu. Podobnie w Chile, które boleśnie odczuło wcześniejszy kryzys finansowy w 1982 r., wzrost dochodu narodowego pozostał niezagrożony.

## Efekt tequila w Azji Południowo-Wschodniej
Niekiedy załamanie rynków finansowych w niektórych państwach Azji Południowo-Wschodniej (jak chociażby na Filipinach i w Tajlandii) przypisuje się działaniu efektu tequila. Na Filipinach w ciągu kilku miesięcy inwestorzy wycofali ponad 1 miliard dolarów. Podobna sytuacja miała miejsce w Tajlandii. Opanowano ją dzięki wykorzystaniu dużych rezerw walutowych w celu zabezpieczenia sektora finansowego przed zapaścią. Kryzysy na rynkach niezwiązanych gospodarczo w żaden sposób z Meksykiem tłumaczy się najczęściej spadkiem zaufania inwestorów do rynków wschodzących po kryzysie meksykańskim.